# La casa que arde de noche (película)
La casa que arde de noche es una película dramática mexicana de 1985, dirigida por René Cardona Jr. y protagonizada por Sonia Infante, Salvador Pineda, Carmen Montejo, Lyn May, Janett Mass, Princesa Lea, Gabriela Roel y Ligia Escalante. Esta película está basada en la novela homónima escrita por Ricardo Garibay.

## Argumento
Una prostituta ingresa a un burdel y establece una rivalidad disfrazada de cariño con la anciana dueña. Consigue apropiarse del negocio y del amante de la anciana. Luego de disputas con el ahora su amante, ella abandona el burdel, para enterarse al día siguiente de que la anciana ha muerto. 
Entonces, debido a un arrebato pasional, la nueva dueña incendia el burdel y muere junto con su amante.

## Reparto
Sonia Infante encabeza a los personajes principales, y además ayudó a levantar el proyecto a través de su casa productora Producciones Pedro Infante. El coprotagonista es Salvador Pineda y también participa la primera actriz Carmen Montejo con un rol de importancia.
El elenco lo completan, René Cardona, Carlos East, Lyn May, Janett Mass, Princesa Lea, Gabriela Roel y Ligia Escalante, entre los más destacados.